# Тесла родстер (2008)
Тесла родстер (енгл. Tesla Roadster) је електрични спортски аутомобил произведен од стране америчке компаније Тесла моторс од 2008. до 2012. године.

## Развој и историја
Аутомобил је званично први пут приказан 19. јула 2006. у Санта Моници, Калифорнија, на догађају којем је присуствовало 350 позваних званица. Промоција је одржана у хангару аеродрома покрај Санта Монике.
Тесла родстер је електрични спортски двосед који се напаја литијум-јонским батеријама, а производио се у Сан Карлосу, Калифорнија, САД и у Енглеској. Тесла моторс тврди да њихов аутомобил може да убрза од 0 до 100 km/h за мање од 4 секунде и да на једно пуњење може прећи око 320 км. Уз то се тврди да је ефикасност Тесла родстера 133Wh/km (4.7 mi/kWh) што је еквивалентно 1,74 l/100 km.
Родстер је развијен уз помоћ Лотуса. Родстер је прво електрично возило покренуто у серијској производњи у САД у последње време. Батерије се могу пунити преко обичног зидног електричног прикључка и у том случају пуњење траје седам сати. Такође, може се користити посебан пуњач, који се уз доплату може узети уз аутомобил и који време пуњења смањује на четири сата.